# Federico Santander (futbolista)
Federico Javier Santander Mereles (San Lorenzo, Departamento Central, Paraguay, 4 de junio de 1991) es un futbolista paraguayo. Juega como delantero centro y, su equipo actual es el Sportivo Luqueño de la Primera División de Paraguay.

## Trayectoria
Santander se inició en las divisiones juveniles del Club Guaraní, donde se destacó y fue parte de la Selección sub-20 que ganó un campeonato amistoso internacional que se celebró en Valencia, España. Después de ganar el torneo sub-20 con Guaraní, atrajo el interés de varios clubes. En 2008, a la edad de 17 años, hizo su debut con el primer equipo de Guaraní y marcó un gol en el 5-2 derrota contra Tacuary. En total en sus tres temporadas en el club jugó 71 encuentros y anotó 25 goles, siendo a los 19 años una de las jóvenes promesas del fútbol paraguayo. El 31 de agosto de 2010, fue comprado por el Toulouse FC de la Ligue 1 francesa, donde jugó en total 25 partidos y anotó 5 goles. A final de temporada no fue renovado su contrato, por lo que en agosto de 2011 regresó a Guaraní, para el que convirtió 10 goles durante el Torneo Clausura.
En febrero de 2012, Santander llegó a la Primera División Argentina, siendo fichado por uno de los grandes de Argentina, el Racing Club. Fue contratado por un año, con opción de extender el vínculo por dos temporadas más. En la temporada 2011-12 jugó en total 18 partidos con la camiseta blanca y celeste, entre torneo local y Copa Argentina. De esos encuentros, seis fueron como titular. Santander no marcó goles y fue una de las grandes decepciones de la temporada. En agosto de 2012, fue cedido a Tigre en un acuerdo de préstamo por un año a pesar de que el Guaraní tenía intenciones de traerlo de vuelta a Paraguay. Se le dio el número de camiseta 24 para la temporada 2012-13 y debutó con una derrota por 2-1 en casa contra el Estudiantes de La Plata el 6 de agosto de 2012. En su paso por Tigre, jugó 29 encuentros y anotó 4 goles.
En agosto del 2013 regresó al club de sus amores, el Club Guaraní, donde renació como futbolista y como goleador. Fue segundo goleador del Torneo Clausura 2014 con 11 goles. Disputó la Copa Libertadores 2015, donde fue una de las piezas fundamentales en la buena campaña de su equipo y terminó siendo uno de los goleadores del certamen con 6 goles en 7 partidos. Su último gol lo anotó el 6 de mayo de 2015 en la victoria de local frente al poderoso Corinthians en octavos de final.
El 14 de junio de 2015 se anunció que Santander había firmado un contrato de cinco años con el FC Copenhague de Dinamarca por el monto de 5 millones de dólares, donde utilizaría la camiseta número 19. Se unió a su nuevo club luego de la eliminación del Club Guaraní en la Copa Libertadores 2015. En la temporada 2015/16 Santander demuestra un buen rendimiento en el club danés.
El 18 de junio de 2018, durante el mercado invernal, fue transferido al Bologna FC por € 6.000.000. Firmó por 4 temporadas con el club de la Serie A italiana.

## Selección nacional
Ha sido internacional con la selección de Paraguay desde 2011, marcando su primer gol frente a la selección de Bolivia.
Anteriormente, fue convocado a la Selección Sub-20 que compitió en el Campeonato Sudamericano de 2009 disputado en Venezuela, donde anotó 4 tantos, y disputó Mundial de Egipto de ese mismo año, anotando 1 gol frente al local Egipto en primera fase.

### Participación Sudamericanos
| Campeonato                  | Sede      | Resultado  | Partidos | Goles |
| --------------------------- | --------- | ---------- | -------- | ----- |
| Sudamericano Sub-20 de 2013 | Venezuela | Subcampeón | 9        | 4     |

### Participaciones en Copas del Mundo
| Mundial                     | Sede   | Resultado        | Partidos | Goles |
| --------------------------- | ------ | ---------------- | -------- | ----- |
| Copa Mundial Sub-20 de 2009 | Egipto | Octavos de final | 4        | 1     |

### Participaciones en Eliminatorias al Mundial
| Eliminatorias                 | Resultado | Partidos | Goles |
| ----------------------------- | --------- | -------- | ----- |
| Eliminatorias Mundial de 2018 | 7° lugar  | 7        | 1     |

### Participaciones en Copa América
| Copa              | Sede   | Resultado        | Partidos | Goles |
| ----------------- | ------ | ---------------- | -------- | ----- |
| Copa América 2019 | Brasil | Cuartos de final | 1        | 1     |

### Goles en la selección
| Goles con la Selección de Paraguay | Goles con la Selección de Paraguay | Goles con la Selección de Paraguay | Goles con la Selección de Paraguay | Goles con la Selección de Paraguay | Goles con la Selección de Paraguay | Goles con la Selección de Paraguay | Goles con la Selección de Paraguay | Goles con la Selección de Paraguay |
| Resultados                         | Resultados                         | Resultados                         | Resultados                         | Lugar                              | Estadio                            | Fecha                              | Tipo                               | Goles                              |
| ---------------------------------- | ---------------------------------- | ---------------------------------- | ---------------------------------- | ---------------------------------- | ---------------------------------- | ---------------------------------- | ---------------------------------- | ---------------------------------- |
| Paraguay                           | 2                                  | 0                                  | Bolivia                            | Santa Cruz de la Sierra            | Estadio Ramón Tahuichi Aguilera    | 4 de junio de 2011                 | Amistoso                           | 1 gol                              |
| Paraguay                           | 1                                  | 1                                  | Sudáfrica                          | Durban                             | Estadio Moses Mabhida              | 20 de noviembre de 2018            | Amistoso                           | 1 gol                              |

## Clubes
| Club                    | País      | Año       |
| ----------------------- | --------- | --------- |
| Guaraní                 | Paraguay  | 2008-2010 |
| Toulouse F. C. (cedido) | Francia   | 2010-2011 |
| Guaraní                 | Paraguay  | 2011-2012 |
| Racing Club             | Argentina | 2012      |
| Tigre                   | Argentina | 2012-2013 |
| Guaraní                 | Paraguay  | 2013-2015 |
| F. C. Copenhague        | Dinamarca | 2015-2018 |
| Bologna F. C.           | Italia    | 2018-2022 |
| Reggina 1914            | Italia    | 2022-2023 |
| Guaraní (cedido)        | Paraguay  | 2023      |
| Nacional                | Uruguay   | 2024-2025 |
| Sportivo Luqueño        | Paraguay  | 2025      |

### Goles en la UEFA Champions League
| Resultados    | Resultados | Resultados | Resultados  | Lugar      | Estadio      | Fecha                    | Temporada | Gol(es) |
| ------------- | ---------- | ---------- | ----------- | ---------- | ------------ | ------------------------ | --------- | ------- |
| FC Copenhague | 3          | 0          | Crusaders   | Belfast    | Seaview      | 13 de julio de 2016      | 2016-2017 | 1 gol   |
| FC Copenhague | 3          | 0          | Astra       | Copenhague | Telia Parken | 3 de agosto de 2016      | 2016-2017 | 1 gol   |
| FC Copenhague | 1          | 1          | APOEL       | Nicosia    | Estadio GSP  | 24 de agosto de 2016     | 2016-2017 | 1 gol   |
| FC Copenhague | 4          | 0          | Club Brugge | Copenhague | Telia Parken | 27 de septiembre de 2016 | 2016-2017 | 1 gol   |
| FC Copenhague | 4          | 1          | Vardar      | Copenhague | Telia Parken | 2 de agosto de 2017      | 2017-2018 | 1 gol   |
| FC Copenhague | 2          | 1          | Qarabağ     | Copenhague | Telia Parken | 23 de agosto de 2017     | 2017-2018 | 1 gol   |

Para un total de 6 goles.

### Goles en la UEFA Europa League
| Resultados    | Resultados | Resultados | Resultados | Lugar      | Estadio      | Fecha               | Temporada | Gol(es) |
| ------------- | ---------- | ---------- | ---------- | ---------- | ------------ | ------------------- | --------- | ------- |
| FC Copenhague | 2          | 3          | Jablonec   | Copenhague | Telia Parken | 6 de agosto de 2015 | 2015-2016 | 1 gol   |

Para un total de 1 gol

### Goles en la Copa Libertadores
| Resultados | Resultados | Resultados | Resultados           | Lugar          | Estadio                         | Fecha                 | Temporada | Gol(es) |
| ---------- | ---------- | ---------- | -------------------- | -------------- | ------------------------------- | --------------------- | --------- | ------- |
| Tigre      | 3          | 0          | Deportivo Anzoátegui | Puerto La Cruz | Estadio José Antonio Anzoátegui | 29 de enero de 2013   | 2013      | 1 gol   |
| Guaraní    | 2          | 2          | Sporting Cristal     | Asunción       | Estadio Defensores del Chaco    | 18 de febrero de 2015 | 2015      | 1 gol   |
| Guaraní    | 1          | 4          | Racing               | Avellaneda     | Estadio Presidente Perón        | 24 de febrero de 2015 | 2015      | 1 gol   |
| Guaraní    | 5          | 2          | Deportivo Táchira    | Asunción       | Estadio Defensores del Chaco    | 10 de marzo de 2015   | 2015      | 1 gol   |
| Guaraní    | 2          | 0          | Racing               | Asunción       | Estadio Defensores del Chaco    | 7 de abril de 2015    | 2015      | 1 gol   |
| Guaraní    | 1          | 1          | Sporting Cristal     | Lima           | Estadio Nacional                | 14 de abril de 2015   | 2015      | 1 gol   |
| Guaraní    | 2          | 0          | Corinthians          | Asunción       | Estadio Defensores del Chaco    | 6 de mayo de 2015     | 2015      | 1 gol   |

Para un total de 7 goles.

### Goles en la Copa Sudamericana
| Resultados       | Resultados | Resultados | Resultados        | Lugar                   | Estadio                         | Fecha                  | Temporada | Gol(es) |
| ---------------- | ---------- | ---------- | ----------------- | ----------------------- | ------------------------------- | ---------------------- | --------- | ------- |
| Tigre            | 4          | 2          | Cerro Porteño     | Victoria                | Estadio José Dellagiovanna      | 8 de noviembre de 2012 | 2012      | 1 gol   |
| Guaraní          | 4          | 1          | Oriente Petrolero | Santa Cruz de la Sierra | Estadio Ramón Tahuichi Aguilera | 8 de agosto de 2013    | 2013      | 2 goles |
| Guaraní          | 3          | 1          | Ameliano          | Asunción                | Estadio Manuel Ferreira         | 8 de marzo de 2023     | 2023      | 1 gol   |
| Guaraní          | 1          | 4          | Huracán           | Buenos Aires            | Estadio Tomás Adolfo Ducó       | 6 de abril de 2023     | 2023      | 1 gol   |
| Guaraní          | 2          | 1          | Danubio           | Asunción                | Estadio Manuel Ferreira         | 19 de abril de 2023    | 2023      | 1 gol   |
| Guaraní          | 1          | 1          | Emelec            | Asunción                | Estadio Manuel Ferreira         | 3 de mayo de 2023      | 2023      | 1 gol   |
| Guaraní          | 2          | 0          | Danubio           | Montevideo              | Estadio Centenario              | 25 de mayo de 2023     | 2023      | 1 gol   |
| Guaraní          | 2          | 0          | Huracán           | Asunción                | Estadio Manuel Ferreira         | 28 de junio de 2023    | 2023      | 1 gol   |
| Sportivo Luqueño | 1          | 2          | Grêmio            | Asunción                | Estadio Defensores del Chaco    | 2 de abril de 2025     | 2025      | 1 gol   |

Para un total de 10 goles.

## Estadísticas
| Club | Div.                | Temporada           | Liga | Liga | Copa Nacionales(1) | Copa Nacionales(1) | Copa Internacionales(2) | Copa Internacionales(2) | Total | Total | Media goleadora(3) |
| Club | Div.                | Temporada           | PJ   | G    | PJ                 | G                  | PJ                      | G                       | PJ    | G     | Media goleadora(3) |
| --- | ------------------- | ------------------- | ---- | ---- | ------------------ | ------------------ | ----------------------- | ----------------------- | ----- | ----- | ------------------ |
| Club Guaraní Paraguay |                     |                     |      |      |                    |                    |                         |                         |       |       |                    |
| 1.ª | 2009-2010           | 50                  | 20   | -    | -                  | 1                  | 0                       | 51                      | 20    | 0,45  |                    |
| Total | Total               | 50                  | 20   | -    | -                  | 1                  | 0                       | 51                      | 20    | 0,45  |                    |
| Toulouse Francia |                     |                     |      |      |                    |                    |                         |                         |       |       |                    |
| 1.ª | 2010/11             | 23                  | 5    | 2    | 0                  | 0                  | 0                       | 25                      | 5     | 0,10  |                    |
| Total | Total               | 23                  | 5    | 2    | 0                  | 0                  | 0                       | 25                      | 5     | 0,10  |                    |
| Club Guaraní Paraguay |                     |                     |      |      |                    |                    |                         |                         |       |       |                    |
| 1.ª | 2011                | 23                  | 12   | 0    | 0                  | 0                  | 0                       | 23                      | 12    | 0,51  |                    |
| Total | Total               | 23                  | 12   | 0    | 0                  | 0                  | 0                       | 23                      | 12    | 0,51  |                    |
| Racing Club Argentina |                     |                     |      |      |                    |                    |                         |                         |       |       |                    |
| 1.ª | 2012                | 15                  | 0    | 3    | 0                  | 0                  | 0                       | 18                      | 0     | 0,00  |                    |
| Total | Total               | 15                  | 0    | 3    | 0                  | 0                  | 0                       | 18                      | 0     | 0,00  |                    |
| Tigre Argentina |                     |                     |      |      |                    |                    |                         |                         |       |       |                    |
| 1.ª | 2012/13             | 18                  | 1    | 0    | 0                  | 5                  | 2                       | 23                      | 3     | 0,03  |                    |
| Total | Total               | 18                  | 1    | 0    | 0                  | 5                  | 2                       | 23                      | 3     | 0,03  |                    |
| Club Guaraní Paraguay |                     |                     |      |      |                    |                    |                         |                         |       |       |                    |
| 1.ª | 2013                | 16                  | 5    | -    | -                  | 4                  | 2                       | 20                      | 7     | 0,35  |                    |
| 1.ª | 2014                | 25                  | 11   | -    | -                  | 2                  | 0                       | 27                      | 11    | 0,40  |                    |
| 1.ª | 2015                | 18                  | 5    | -    | -                  | 12                 | 6                       | 29                      | 11    | 0,41  |                    |
| Total | Total               | 57                  | 21   | -    | -                  | 18                 | 8                       | 75                      | 29    | 0,38  |                    |
| FC Copenhague Dinamarca |                     |                     |      |      |                    |                    |                         |                         |       |       |                    |
| 1.ª | 2015/16             | 30                  | 14   | 3    | 1                  | 2                  | 1                       | 35                      | 16    | 0,49  |                    |
| 1.ª | 2016/17             | 28                  | 12   | 3    | 1                  | 13                 | 4                       | 44                      | 17    | 0,42  |                    |
| 1.ª | 2017/18             | 24                  | 12   | 0    | 0                  | 8                  | 2                       | 32                      | 14    | 0,41  |                    |
| Total | Total               | 82                  | 38   | 6    | 2                  | 23                 | 7                       | 111                     | 47    | 0,48  |                    |
| Total en su carrera | Total en su carrera | Total en su carrera | 268  | 97   | 11                 | 2                  | 47                      | 17                      | 326   | 116   | 0,35               |
| (1) Las copas nacionales se refiere a la Copa de Francia, Copa Argentina. (2) Las copas internacionales se refiere a la UEFA Europa League, UEFA Champions League, Copa Libertadores y Copa Sudamericana. (3) Media de goles por encuentro. No incluye goles en partidos amistosos. |                     |                     |      |      |                    |                    |                         |                         |       |       |                    |

## Palmarés

### Torneos nacionales
| Título            | Club          | País      | Año  |
| ----------------- | ------------- | --------- | ---- |
| Copa de Dinamarca | FC Copenhague | Dinamarca | 2016 |
| Superliga Danesa  | FC Copenhague | Dinamarca | 2016 |
| Torneo Intermedio | Nacional      | Uruguay   | 2024 |